# Air India Express

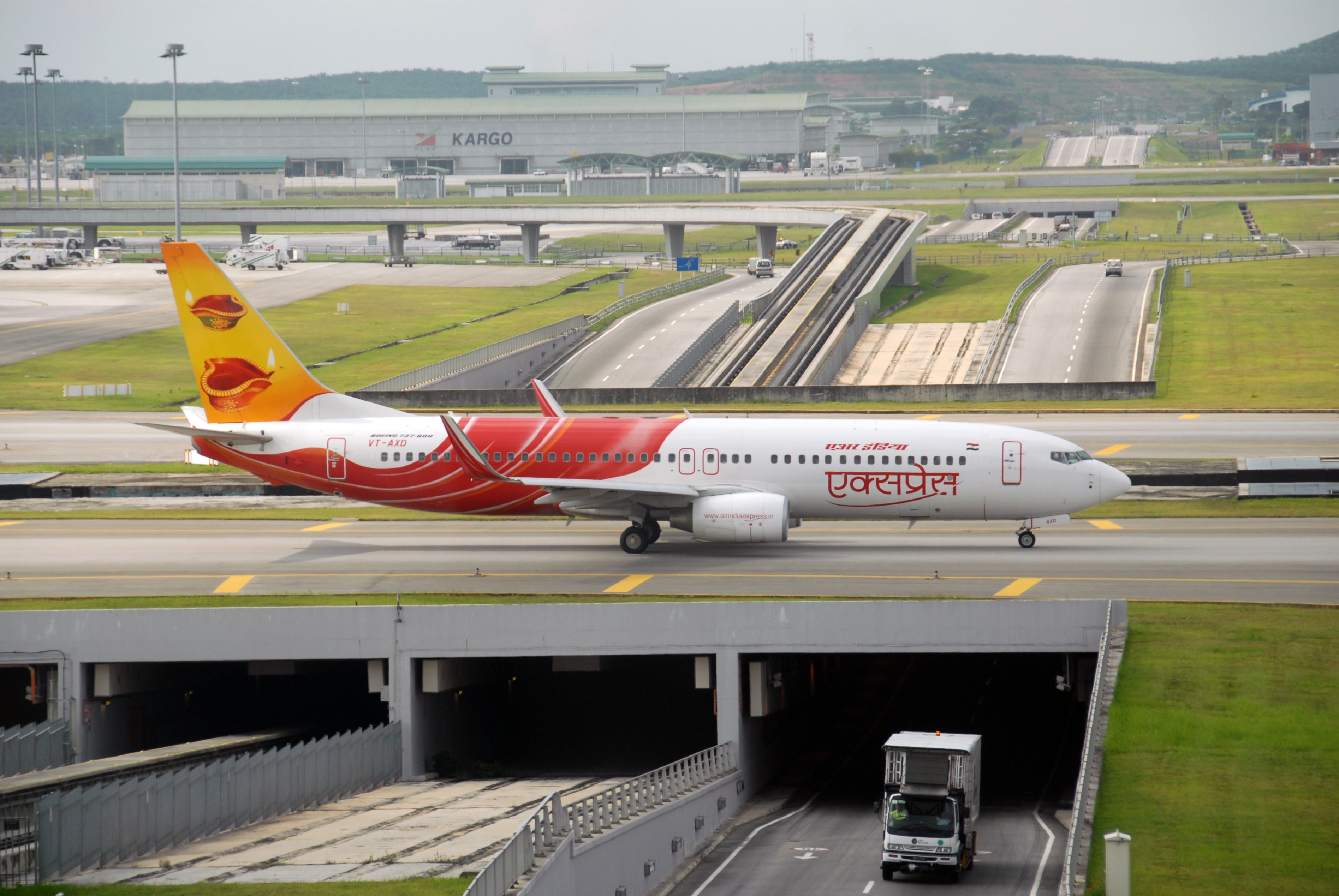

Air-India Express é uma companhia aérea de baixo custo subsidiária da Air India, com sede em Mumbai, na Índia. Ela opera serviços principalmente para o Oriente Médio e Sudeste Asiático. A companhia é agora parte da Companhia Nacional de Aviação da India, que foi formada a fim de facilitar a fusão perfeita da Air Índia e da Indian Airlines.

## História
A companhia foi criada em Maio de 2004 e iniciou suas operações em 29 de abril de 2005 com um voo a partir de Thiruvananthapuram, Índia, para Abu Dhabi, Emirados Árabes Unidos. A entrega do primeiro avião para a Air-India Express ocorreu em 22 de Fevereiro de 2005, quando a produção de um novo Boeing 737-86Q foi entregue. A companhia tem planos de expansão para a Europa e as Américas com a chegada de novas aeronaves.
A companhia tem vindo a fazer enormes lucros na maioria das rotas. Mas depois de ver o sucesso Air-India Express, muitas outras companhias aéreas como a Air Arabia e Jazeera Airways tem entrado no Brasil - mercado do Golfo Pérsico e muitos outros, tais como JetLite, poderiam entrar.

## Frota
| Aeronave       | Total | Passageiros |
| -------------- | ----- | ----------- |
| Boeing 737-800 | 18    | 186         |
| Boeing 737-800 | 04    | 189         |

## Acidentes
- Voo Air India Express 812
- Voo Air India Express 1344